# 超高層ホテル殺人事件
『超高層ホテル殺人事件』（ちょうこうそうホテルさつじんじけん）は森村誠一の小説作品。またそれを原作とする映画作品及びテレビドラマ。

## 概要
1971年7月、光文社カッパ・ノベルスから出版。その後、文庫化され角川文庫・光文社文庫・ハルキ文庫から出版されている。

## 映画
1976年4月3日公開。

### キャスト
- 猪原杏平 - 近藤正臣
- 浅岡友紀子 - 由美かおる
- 猪原留吉 - 嵯峨善兵
- 浅岡哲郎 - 西村晃
- 浅岡敏彦 - 中山仁
- 大沢秀博 - 綿引洪
- 竹原一夫 - 鈴木智
- 木本栄輔 - 米倉斉加年
- 那須警部 - 中野誠也
- 村田刑事 - 吉田良全
- 塚原捜査一課長 - 後藤湯吉
- 橋田耕輔 - 芦田伸介
- きよ - 広田ゆり子

### スタッフ
- 原作：森村誠一
- 監督：貞永方久
- 脚本：野上龍雄・安倍徹郎
- 撮影：宇田川満
- 音楽：池野成
- 配給：松竹

## テレビドラマ

### 1982年版
1982年1月9日、テレビ朝日「土曜ワイド劇場」で放送。サブタイトルは「空白のアリバイ」。主演は田村正和。

#### キャスト（1982年版）
- 猪原杏平（イハラコンツェルン2代目社長） - 田村正和
- 是成友紀子（猪原の不倫相手・浅岡の娘） - 結城しのぶ
- 木本栄輔（イハラコンツェルン専務） - 横内正
- 是成敏彦（友紀子の夫） - 西沢利明
- 村田（刑事） - 有川博
- 刑事 - 南條豊、田島真吾
- 山地（刑事） - 守屋俊志
- 横渡（刑事） - 山口嘉三
- トマス・ソレンセン（ネルソン社総支配人） - ライナー・ゲッスマン
- 山本（ホテルの客室部長） - 明石勤
- はるみ - 湖条千秋
- 千草（常務） - 弘松三郎
- 重役 - 湊俊一
- フライングクラブ支配人 - 友金敏雄
- マラソンのおばちゃん - 太田優子
- 猪原彩子（猪原の妻） - 新藤恵美
- 浅岡哲郎（猪原の商売敵） - 内田朝雄
- 小野原（保安課長） - 水橋和夫
- 管理人 - 松尾文人
- 山中 - 市山登
- 招待客 - 田川勝
- 警官 - 村木勲
- ホテルフロント - 赤出川浩道
- マラソンのおっさん - 美原亮
- 塚原（刑事） - 井上昭文
- きよ（女中） - 葦原邦子
- 大沢秀博（イハラコンツェルン秘書課長） - 内田勝正
- 木暮（ホテルのリネン室係長） - 車だん吉
- 岡村（通産大臣） - 伊豆肇
- 司会者 - 加藤和夫
- 吉山（弁護士） - 松本朝夫
- 那須（警部） - 佐藤慶
- 島田雄三、岩永茂、木村清信

#### スタッフ（1982年版）
- 原作 - 森村誠一『超高層ホテル殺人事件』（角川文庫刊）
- 脚本 - 鴨井達比古
- 監督 - 齋藤武市
- プロデューサー - 大久保忠幸、池ノ上雄一、宇都宮恭三
- 制作 - テレビ朝日、東映

### 1990年版
1990年12月25日、テレビ朝日「火曜ミステリー劇場」において『森村誠一スペシャル 超高層ホテル殺人事件』として放送。主演は小野寺昭。

#### キャスト（1990年版）
- 猪原杏平 - 小野寺昭
- 是成友紀子 - 南条玲子
- 木本栄輔 - 高橋悦史
- 是成敏彦 - 中尾彬
- 大沢秀博 - 並木史朗
- 猪原彩子 - 芦川よしみ
- 那須警部 - 本郷功次郎

- その他 - 大門正明、樋浦勉、福田豊土、井出一男、一柳みる、保坂正紀（テレビ朝日アナウンサー）、高峰圭二、山西道広、松井紀美江、入江正徳、村上幹夫、エドワード・サディー、中真千子、宝亀克寿、松井工、芦田誠、梶周平、浜博文、鈴木信明、松山恭尚、宮川貴子、江連健司、

#### スタッフ（1990年版）
- 原作 - 森村誠一『超高層ホテル殺人事件』（角川文庫刊）
- 脚本 - 石原武龍
- 演出 - 山本邦彦